# 里奥-迪莫伊纽什
里奥-迪莫伊纽什是葡萄牙埃武拉区的一个堂区。总面积52.92平方公里，总人口2271人，人口密度42.9人/平方公里。